# Ni una menos
Ni Una Menos (po polsku: Ani jednej mniej) – slogan, który dał nazwę ruchowi feministycznemu, który pojawił się w Argentynie w 2015 roku. Później rozszerzył się na kilka krajów Ameryki Łacińskiej oraz innych regionów świata. Ruch sprzeciwia się przemocy wobec kobiet oraz kobietobójstwu.
Pierwszy marsz Ni Una Menos odbył się 3 czerwca 2015 roku w osiemdziesięciu miastach Argentyny. Demonstracje zostały powtórzone 3 czerwca i 19 października 2016 roku. Do 2016 roku w Argentynie dochodziło średnio do zabójstwa jednej kobiety co 30 godzin, ale w 2017 roku średnia ta wzrosła do jednego morderstwa na 18 godzin. W 2017 roku protestujący ponownie zgromadzili się na marsz, przyciągając największą liczbę uczestników. Ruch rozprzestrzenił się na inne kraje Ameryki Łacińskiej, Europy i Azji.

## Geneza i kontekst
W 1995 roku Susana Chávez napisała wiersz przeciwko mordowaniu kobiet w Ciudad Juárez, zawierający frazę „Ni una mujor menos, ni una muerte más” („Ani jednej kobiety mniej, ani jednej więcej śmierci”). W 2011 roku poetka padła ofiarą morderstwa. Vanina Escales, komunikatorka i aktywistka, zaproponowała „Ni una menos” jako nazwę maratonu czytelniczego w dniu 26 marca 2015 roku. Nazwa ta utrzymała się i została użyta w odniesieniu do marszu 3 czerwca 2015 roku.
W Argentynie nie było oficjalnych statystyk dotyczących kobietobójstw lub przemocy ze względu na płeć. Przeprowadzono jednak nieoficjalne sondaże, z wykorzystaniem środków masowego przekazu. Okazało się, że między 2008 rokiem, a 2014 rokiem, doszło do co najmniej 1808 morderstw kobiet.
W 2009 roku uchwalono ustawę 26.485 („Kompleksowa ochrona w celu zapobiegania, karania i eliminowania przemocy wobec kobiet w obszarach, w których rozwijają one swoje relacje międzyludzkie”), która rozszerzyła definicję „przemocy wobec kobiet” w kraju.
W 2014 roku według tych nieoficjalnych statystyk, w kraju zamordowano co najmniej 277 kobiet, w tempie jednej kobiety co 30 godzin. W pierwszych miesiącach 2015 roku nastąpił wzrost liczby kobietobójstwa w porównaniu z poprzednim rokiem. W tym czasie było kilka spraw, które miały zasięg medialny, takie jak sprawa Meliny Romero, która została ponownie pokrzywdzona przez media relacjonujące jej sprawę.
W latach 2008–2015 nastąpił wzrost liczby zabójstw kobiet o 38%, z 208 do 286 rocznie – chociaż tendencja zatrzymała się po osiągnięciu 282 w 2011 roku. Liczba kobietobójstw spadła do 251 w 2017 roku, co jest najniższym wynikiem od 2009 roku.
Wydarzeniem, które wielu uważa za początek ruchu, jest zabójstwo 14-letniej Chiary Páez. Páez była w ciąży i postanowiła powiedzieć ojcu dziecka, 16-letniemu Manuelowi Mansilli, że chce zatrzymać dziecko. Mansilla zabił ją i zakopał ciało przed domem dziadków. Ciało Páez znaleziono następnego dnia, a Mansilla przyznał się do morderstwa.

## Marsz z 3 czerwca 2015 roku
10 maja 2015 roku w Rufino w Santa Fe znaleziono ciało Chiary Páez, 14-letniej dziewczynki, która została zabita przez swojego chłopaka. Skłoniło to organizatorów do przeprowadzenia protestu, tym razem przed Kongresem w centrum miasta Buenos Aires.
Wezwanie było wspierane przez liczne grupy feministyczne i organizacje społeczne, było rozpowszechnione w mediach społecznościowych, kobiecych czasopismach i głównych gazetach krajowych oraz było wspierane przez wszystkich, niezależnie od płci.
Początkowo był to lokalny ruch, ale problem szybko stał się popularny w Internecie i zyskał międzynarodową uwagę. Wzięły w nim udział liczne osoby publiczne, w tym piłkarze, aktorzy, artyści, dziennikarze, sportowcy, przywódcy polityczni, organizacje pozarządowe i związki zawodowe.
Marsz odbył się 3 czerwca 2015 roku pod hasłem „Ni Una Menos”, mając za główne miejsce spotkania Plaza del Congreso w Buenos Aires i zainspirował kilka miast w Argentynie. Uczestniczyło w nim ponad 300 000 osób, wspieranych przez grupy praw kobiet, związki zawodowe, organizacje polityczne i społeczne.

### Postulaty
W głównym akcie marszu, przed Kongresem, został odczytany dokument o przemocy seksistowskiej i postulaty, które zostały skierowane do państwa.
1. Wykonanie w całości i z zagwarantowaniem budżetu ustawy 26.485 „Kompleksowa ochrona w celu zapobiegania, karania i eliminowania przemocy wobec kobiet w obszarach, w których rozwijają one swoje relacje międzyludzkie”. Realizacja ustanowionego w niej planu krajowego.
2. Gromadzenie i publikowanie oficjalnych statystyk dotyczących przemocy wobec kobiet, w tym wskaźników kobietobójstwa.
3. Otwarcie i pełne funkcjonowanie biur do spraw Przemocy Domowej Sądu Najwyższego we wszystkich prowincjach w celu przyśpieszenia środków zapobiegawczych w zakresie ochrony. Federalizacja linii 137.
4. Gwarancje ochrony dla ofiar przemocy. Wdrożenie elektronicznego monitoringu sprawców w celu zapewnienia, że nie naruszają oni ograniczeń nałożonych przez wymiar sprawiedliwości.
5. Gwarancje dostępu ofiar do wymiaru sprawiedliwości. Uwaga przeszkolonego personelu na przyjmowanie skarg w każdej prokuraturze i każdym posterunku policji. Powiązanie spraw z jurysdykcji cywilnej i karnej. Prawne wsparcie finansowe dla ofiar w trakcie całego procesu sądowego.
6. Gwarancja stosowania się do praw dziecka ze wsparciem finansowym i szkoleniami z tej tematyki.
7. Stworzenie większej liczby mieszkań/schronisk w nagłych wypadkach, domów dziennych dla ofiar i dotacji mieszkaniowych, z interdyscyplinarnym wsparciem z perspektywy płci.
8. Uwzględnienie i pogłębienie we wszystkich programach nauczania różnych poziomów kompleksowej edukacji seksualnej z perspektywy płci, tematu przemocy seksistowskiej oraz prowadzenia warsztatów, aby zapobiegać związkom, w których dochodzi do przemocy.
9. Obowiązkowe szkolenie w zakresie przemocy ze względu na płeć dla pracowników rządowych, personelu bezpieczeństwa i pracowników wymiaru sprawiedliwości, a także specjalistów zajmujących się kwestią przemocy w różnych oficjalnych agencjach w całym kraju.

### Następstwa
Sędzia Elena Highton de Nolasco ogłosiła, że Sąd Najwyższy Narodu ustanowi rejestr kobietobójstw. Po pewnym czasie rejestr został skrytykowany za nieuwzględnianie przypadków samobójstw sprawcy, ponieważ nie przeprowadzono sprawy karnej.
Wnioski złożone podczas marszu doprowadziły do uchwalania 24 listopada 2015 roku projektu ustawy, przewidującej utworzenie Korpusu Prawników dla Ofiar Przemocy ze względu na Płeć (ustawa 27,210).
Osiągnięcia tego ruchu w zmianie rocznych wskaźników morderstw kobiet w Argentynie od czasu ustanowienia finansowania przez państwo to:
- od 3 czerwca 2015 roku do 31 grudnia 2015 roku – 131 kobietobójstw (1 kobietobójstwo na 36 godzin)
- od 1 stycznia 2016 roku do 31 grudnia 2016 roku – 289 kobietobójstw (1 kobietobójstwo na 27 godzin)
- od 1 stycznia 2017 roku do 31 grudnia 2017 roku – 277 kobietobójstw (1 kobietobójstwo na 29 godzin)
- od 1 stycznia 2018 roku do 31 grudnia 2018 roku – 289 kobietobójstw (1 kobietobójstwo na 28 godzin)
- od 1 stycznia 2019 roku do 31 grudnia 2019 roku – 327 kobietobójstw (1 kobietobójstwo na 26 godzin)

Od czasu ustanowienia krajowego rejestru kobietobójstwa w 2015 roku, godzinowy wzrost liczby morderstw kobiet wyniósł 34%.
Niektórzy krytykują, że propozycje ruchu feministycznego nie pomagają Ni Una Menos zmniejszyć przestępstw wobec kobiet, albo dlatego, że feminizm nie jest w stanie rozwiązać problemu, albo, że nie jest zwracana uwaga na prawdziwe przyczyny morderstw. Tymczasem ruchy feministyczne nalegają na pociągnięcie państwa do odpowiedzialności za polityczną i prawną nieskuteczność za przemoc wobec kobiet.

## Marsz Ni Una Menos w Tucumán
3 czerwca 2015 roku w Tucumán odbył się marsz pod hasłem Ni Una Menos w związku z zamordowaniem Chiary Páez. Zgromadziło się około 7 000 osób. Wypowiadali się krewni kobiet będących ofiarami morderstwa, w tym Alberto Lebbos, ojciec Pauliny Lebbos, ofiary zabójstwa w 2006 roku. Podobnie jak w całym kraju, marsz powtarza się co roku. W 2016 roku dodano hasło „Wolność dla Belén” („Libertad para Belén”), przypadek młodej kobiety, która została skazana za poronienie, a następnie uniewinniona przed rozpatrzeniem procesu karnego i związanej z nim organizacji feministycznej. Sprawa znalazła się w centrum debaty aborcyjnej w Argentynie.

## Symbole
Jednym z symboli ruchu jest zielony szalik, który symbolizuje jego zaangażowanie w prawa kobiet. Zwykle na chustach znajdują się zwroty takie jak: „Narodowa kampania na rzecz prawa do legalnej, bezpiecznej i bezpłatnej aborcji”, „Wolna aborcja” i „#AborcjaDlaWszystkich”.

## Feminizm przeciw systemowi sprawiedliwości opartemu na więzieniom
Feminizm skierowany przeciw systemowi sprawiedliwości opartemu na więzieniom można również znaleźć w Ni Una Menos, co widać po tym, jak krytycznie odnosi się do systemu prawnego w Argentynie, który ich zdaniem nie chroni kobiet, a wręcz przeciwnie. Ni Una Menos na swojej stronie internetowej wyjaśnia, w jaki sposób system udaremnia walkę o społeczeństwo, w którym kobiety są bardziej wyzwolone niż ma to miejsce dzisiaj.

## Późniejsze marsze

### Marsz z 3 czerwca 2016 roku
W maju 2016 roku zwołano marsz podając konkretne powody:
- objęcie władzy Mauricio Marciego, oskarżają go o zamknięcie obserwatoriów i programów ochrony ofiar przemocy ze względu na płeć, o próbę modyfikacji ustawy o kompleksowej edukacji seksualnej, o nieuregulowanie prawa o wsparciu finansowym
- osiem lat więzienia dla Belén, oskarżonej o dokonanie aborcji,
- stłumienie marszu Krajowego Spotkania Kobiet w Mar del Plata w październiku 2015 roku,
- transwestytyzm liderki Diany Sacayán,
- aresztowanie Milagro Sali[23].

Marsz odbył się 3 czerwca 2016 roku i, podobnie jak za poprzednim razem, miał za główne miejsce spotkania Plaza del Congreso w Buenos Aires i zainspirował kilka miast w Argentynie. Wzięło w nim udział około 200 000 osób.

### Marsz z 3 czerwca 2017 roku
3 czerwca 2017 roku organizacja Ni Una Menos zorganizowała trzeci z rzędu marsz, tym razem pod hasłem „Dość kobietobójstw, rząd jest odpowiedzialny”.
Ruch domagał się uwolnienia Milagro Sali i jedenastu więźniów politycznych z Organizacji Sąsiedztwa Túpaca Amaru, z których większość to kobiety, a także Higui, aresztowanej za obronę przed gwałtem przeprowadzonym z zamiarem „skorygowania” jej orientacji homoseksualnej. Ruch skarżył się również na nowy cykl zadłużenia zewnętrznego, w wysokości 77 000 milionów dolarów w związku ze „zubożeniem przede wszystkim kobiet i naszych dzieci” i zwiększeniem podatności na przemoc. Domagał się również natychmiastowej dekryminalizacji aborcji.

### Marsz z 4 czerwca 2018 roku
4 czerwca 2018 roku 150 000 ludzi zostało zmobilizowanych z Plaza de Mayo do Plaza del Congreso, pod hasłem „Bez legalnej aborcji nie ma Ni Una Menos. Nie dla zpaktu Macriego z MFW”. Główny nacisk kładziono na dekryminalizację aborcji oraz konkretne środki przeciwko przemocy na tle seksistowskim.

### Marsz z 3 czerwca 2019 roku
3 czerwca 2019 roku kolektyw Ni Una Menos zorganizował piąty z rzędu marsz pod hasłem „Ni Una Menos w odpowiedzi na seksistowską, ekonomiczną, rasistowską, klasową przemoc wobec osób na nie narażonych. Legalna aborcja już i zmniejszenie zobowiązań rządu wobec MFW”.
W ramach marszu, organizacja La Casa del Encuentro opublikowała raport stwierdzający, że w ciągu ostatnich 11 lat w Argentynie co 32 godziny dochodziło do zabójstwa kobiety.
Ruch wzywał do położenia kresu ekonomicznej, seksistowskiej, rasistowskiej i klasowej przemocy wobec kobiet, lesbijek, transwestytów, osób transseksualych, biseksualistów, osób niebinarnych. Przyjęcia ustawy o dobrowolnym przerwaniu ciąży przedstawionej przez Krajową Kampanię na rzecz Prawa do Legalnej, Bezpiecznej i Bezpłatnej Aborcji, zaprzestania zadłużenia, i niepewności zatrudnienia, uwolnienia więźniów politycznych oraz końca patriarchalnej, seksistowskiej, rasistowskiej, klasowej sprawiedliwości.

### Marsz z 3 czerwca 2022 roku
Marsz odbył się ponownie w 2022 roku po dwóch latach przerwy spowodowanej pandemią COVID-19.

## Wpływ na Amerykę Łacińską
Oprócz mobilizacji w Argentynie, marsze przeciwko przemocy wobec kobiet odbyły się w Chile, Urugwaju, Peru i Meksyku.
W Chile do marszu wzywały różne organizacje feministyczne. Główna demonstracja miała miejsce na Plaza Italia w mieście Santiago, a także odbyła się w 30 innych miastach.
W Meksyku odbył się marsz w centrum miasta, gdzie grupy kobiece, feministki i organizacje lewicowe potępiły kobietobójstwo oraz osoby związane z przemocą wobec kobiet w tym kraju. Rodzice zamordowanych i zaginionych córek uczestniczyli w marszu. 6 maja 2021 roku Krajowa Komisja Praw Człowieka podpisała umowę o współpracy z Ni Una Menos Meksyk w celu kontynuowania, wzmacniania i przyspieszenia działań na rzecz opieki i obrony kobiet w sytuacjach przemocy.
W Peru 13 sierpnia 2016 roku odbył się marsz Ni Una Menos, aby domagać się położenia kresu wszelkim formom seksistowskiej przemocy. W marszu uczestniczył prezydent Pedro Pablo Kuczynski, kilku ministrów oraz Mercedes Aráoz, która przyznała, że padła ofiarą przemocy psychicznej. 13 sierpnia 2017 roku odbył się drugi marsz Ni Una Menos. Żądania obejmowały dekryminalizację aborcji, uchwalenie ustawy o tożsamości płciowej i równych praw dla kobiet transseksualnych oraz zwiększenie kar za kobietobójstwo. 1 czerwca 2018 roku odbył się marsz przed Pałacem Sprawiedliwości w Limie po śmierci Eyvi Ágredy, 22-letniej kobiety, która została oblana benzyną, a następnie podpalona. 11 sierpnia 2018 roku w Limie i innych miastach, odbył się kolejny marsz, potępiający działania sędziów i prokuratorów w sprawach dotyczących przemocy wobec kobiet. Domagali się również zwolnienia sędziego Césara Hinostrozy za nagrania, które ujawniły, że prowadził negocjacje w sprawie gwałtu przeciwko nieletniej. Ponadto domagano się przeglądu wszystkich spraw związanych z przemocą na tle seksistowskim wydanych przez tego sędziego.

## Wpływ na Europę
Z okazji Międzynarodowego Dnia Kobiet, 8 marca 2018 roku, Oxfam IBIS skupił się na latynoamerykańskim ruchu Ni Una Menos. Wydarzenie miało na celu zrozumienie ruchu kobiet Ameryki Łacińskiej. Program obejmował wywiad z Ileną Linguą, orędowniczką równości płci w Agrentynie. Na koniec odbyła się otwarta dyskusja między uczestnikami.
8 marca 2017 roku w ramach Międzynarodowego Strajku Kobiet, po raz pierwszy odbył się marsz Ni Una Menos w Wiedniu. Rozpowszechniło i włączyło do feministycznego aktywizmu w tym kraju pojęcia „kobietobójstwo” oraz „siostrzeństwo”.
W 2020 roku kategoria Ni Una Menos została dodana do Festiwalu Filmów Feministycznych Vierte Welle w Niemczech.